# I (brano musicale Kim Tae-yeon)
I è un singolo della cantante sudcoreana Kim Tae-yeon, pubblicato il 7 ottobre 2015 come apripista dell'EP omonimo.

## Classifiche

### Classifiche settimanali
| Classifica (2015) | Posizione massima |
| ----------------- | ----------------- |
| Corea del Sud     | 1                 |

### Classifiche di fine anno
| Classifica (2015) | Posizione |
| ----------------- | --------- |
| Corea del Sud     | 39        |
| Classifica (2016) | Posizione |
| Corea del Sud     | 99        |